# Gara Andrășești
Gara Andrășești este o stație de cale ferată care deservește comuna Andrășești, județul Ialomița, România. Este situată la km 100 pe Calea ferată Ploiești-Slobozia.